# Stephan Agricola
Stephan Agricola (właściwie Stephan Castenpauer, ur. ok. 1491 w Abensbergu, zm. w Wielkanoc 1547 w Eisleben) – niemiecki teolog protestancki, działacz reformacyjny, zwolennik Marcina Lutra.
Stephan Castenpauer studiował w Wiedniu, gdzie dołączył do zakonu augustianów. W 1519 roku został doktorem teologii. Jego kazania doprowadziły do oskarżenia go o herezję. Oskarżano go o krytykę dogmatów, podzielanie poglądów Lutra dotyczących niewoli babilońskiej Kościoła, atakowanie Stolicy Apostolskiej, biskupów i duchowieństwa oraz wzywanie do zniesienia ceremonii. W 1522 roku został uwięziony. Postawiono mu trzydzieści trzy zarzuty. Zaprzeczył zależności od Lutra i bronił się odwołując się do Augustyna i Pisma Świętego, jednak bez powodzenia. Gotowy na śmierć, napisał w 1523 roku dzieło Ein köstlicher gutter notwendiger Sermon vom Sterben. Udało mu się jednak uciec i schronił się w Augsburgu, gdzie pod ochroną rady miejskiej głosił kazania. Tam pod pseudonimem „Agricola Boius” opublikował dzieło Ein Bedencken wie der wahrhafftig Gottesdienst von Gott selbs geboten und aussgesetzt, möcht mit besserung gemeyner Christenheyt widerumb aufgericht werden, będące swego rodzaju programem reformatorskim. Współpracował z Froschem i Rhegiusem. Udało mu się ostatecznie pozyskać mieszkańców dla ewangelicyzmu. Był zwolennikiem Lutra w sporze z Zwinglim, przetłumaczył polemizujące ze Zwinglim dzieło Bugenhagena Contra novum errorem de sacramentis. Brał udział w spotkaniu w Marburgu. W 1531 roku opuścił Augsburg ze względu na spór z trzymającym stronę Zwingliego Martinem Bucerem. Podpisał Artykuły szmalkaldzkie. Kiedy wprowadzono reformację w Górnym Palatynacie, udał się do Sulzbach, gdzie wygłosił pierwsze ewangelickie kazanie 3 czerwca 1542 roku. Następnie udał się do Eisleben, gdzie zmarł.